# Jonathan Brison
Pour les articles homonymes, voir Brison.
Jonathan Brison, né le 7 février 1983 à Soissons (Aisne) est un ancien footballeur français évoluant au poste de latéral gauche. Il peut jouer latéral gauche et milieu gauche ou même parfois sur le flanc droit.

## Carrière

### Débuts à Reims
Il grandit à Reims. Enfant, il s'entraîne au Sporting Club de Tinqueux.

### AS Nancy-Lorraine
Jonathan Brison est formé à l'AS Nancy-Lorraine où il entame sa carrière professionnelle en 2002. Brison ne commence pas les premières saisons en tant que titulaire. Mais son envie et sa combativité le rendent chaque année plus précieux à l'effectif nancéien et il le devient ensuite pour devenir arrière gauche de référence. Il fait partie de l'équipe vainqueur de la coupe de la Ligue 2006 (victoire 2-1 contre Nice), qui se qualifie pour la coupe UEFA l'année suivante, puis deux ans plus tard après la très bonne 4e place obtenue par l'ASNL. Très apprécié du côté de Marcel Picot, il rejoint l'ASSE au mercato 2011-2012.

### AS Saint-Étienne
Jonathan Brison arrive chez les Verts au mercato hivernal 2012 et signe un contrat de 4 ans mais ne jouera que très peu d'ici à la fin du championnat. 
Malgré ces débuts timides, il s'impose au fil de la saison suivante comme le titulaire du poste d'arrière gauche, au détriment de Faouzi Ghoulam dont l'implication est critiquée. Lors du match face au FC Sochaux au Stade Geoffroy-Guichard, il est titularisé au poste inhabituel d'arrière droit et se fait expulser en début de match pour un tacle non maîtrisé. Après avoir purgé ses 3 matchs de suspension, il est de nouveau aligné au poste d'arrière droit contre Nancy, son ancien club et est auteur d'une prestation probante. Le 20 avril 2013, il est titulaire lors de la finale de la Coupe de la Ligue remportée par l'AS Saint-Etienne, face au Stade rennais.
La saison 2013-2014 est plus compliquée pour Jonathan Brison, Faouzi Ghoulam retrouvant les faveurs de l’entraîneur Christophe Galtier. Auteur d'excellentes performances, ce dernier quitte le club au mercato d'hiver pour rejoindre le SSC Naples. Mais l'international français Benoît Trémoulinas rejoint le club dans la foulée pour un prêt de 6 mois, avec l'objectif de participer à la Coupe du monde 2014. La concurrence est trop rude pour Brison qui doit se contenter de pallier les absences à droite ou à gauche.
Benoît Trémoulinas en fin de prêt, la porte semble s'ouvrir de nouveau pour Jonathan Brison à l'aube de la saison 2014-2015. Cependant, il est de nouveau victime des choix de l'entraîneur qui décide de reconvertir, avec succès, le milieu Franck Tabanou comme latéral gauche. Malgré son faible temps de jeu, il inscrit son premier but sous le maillot Vert lors de la 8e journée face à l'Olympique de Marseille. Ce but est le seul inscrit par Jonathan au cours de son passage à Saint-Étienne.
Le 22 juin 2016, il s'engage avec les Chamois Niortais pour une durée de 3 ans.
Au terme de son contrat au Chamois Niortais, il s’engagera au FC Neuvillette Jamin en R3.
La Brise est également féru de lecture : lors de tous les déplacements effectués en bus, il se régale avec des romans classiques comme Les Misérables.[réf. souhaitée]

## Palmarès
- AS Nancy-Lorraine
  - Coupe de la Ligue
    - Vainqueur (1) :  2006

  - Ligue 2
    - Champion (1) : 2005
- AS Saint-Étienne
  - Coupe de la Ligue
    - Vainqueur (1) :  2013

## Statistiques
| Saison                | Club                  | Championnat           | Championnat | Championnat | Coupe nationale | Coupe nationale | Coupe de la Ligue | Coupe de la Ligue | Compétition(s) continentale(s) | Compétition(s) continentale(s) | Compétition(s) continentale(s) | Total | Total |
| Saison                | Club                  | Division              | M.          | B.          | M.              | B.              | M.                | B.                | Comp.                          | M.                             | B.                             | M.    | B.    |
| 2002-2003             | AS Nancy-Lorraine     | Ligue 2               | 4           | 0           | -               | -               | -                 | -                 | -                              | -                              | -                              | 4     | 0     |
| 2003-2004             | AS Nancy-Lorraine     | Ligue 2               | 26          | 1           | 3               | 0               | -                 | -                 | -                              | -                              | -                              | 29    | 1     |
| 2004-2005             | AS Nancy-Lorraine     | Ligue 2               | 31          | 3           | 2               | 0               | 1                 | 0                 | -                              | -                              | -                              | 34    | 3     |
| 2005-2006             | AS Nancy-Lorraine     | Ligue 1               | 30          | 3           | 1               | 0               | 5                 | 1                 | -                              | -                              | -                              | 36    | 4     |
| 2006-2007             | AS Nancy-Lorraine     | Ligue 1               | 20          | 1           | 1               | 0               | 1                 | 0                 | C3                             | 4                              | 0                              | 26    | 1     |
| 2007-2008             | AS Nancy-Lorraine     | Ligue 1               | 26          | 2           | 2               | 0               | 3                 | 0                 | -                              | -                              | -                              | 31    | 2     |
| 2008-2009             | AS Nancy-Lorraine     | Ligue 1               | 34          | 2           | 1               | 0               | 2                 | 0                 | C3                             | 5                              | 0                              | 42    | 2     |
| 2009-2010             | AS Nancy-Lorraine     | Ligue 1               | 26          | 2           | -               | -               | 1                 | 0                 | -                              | -                              | -                              | 27    | 2     |
| 2010-2011             | AS Nancy-Lorraine     | Ligue 1               | 34          | 0           | 1               | 0               | 1                 | 0                 | -                              | -                              | -                              | 36    | 0     |
| 2011-2012             | AS Nancy-Lorraine     | Ligue 1               | 10          | 0           | 1               | 0               | 1                 | 0                 | -                              | -                              | -                              | 12    | 0     |
| Sous-total            | Sous-total            | Sous-total            | 241         | 14          | 12              | 0               | 15                | 1                 | -                              | 9                              | 0                              | 277   | 15    |
| 2011-2012             | AS Saint-Étienne      | Ligue 1               | 4           | 0           | -               | -               | -                 | -                 | -                              | -                              | -                              | 4     | 0     |
| 2012-2013             | AS Saint-Étienne      | Ligue 1               | 24          | 0           | 1               | 0               | 2                 | 0                 | -                              | -                              | -                              | 27    | 0     |
| 2013-2014             | AS Saint-Étienne      | Ligue 1               | 17          | 0           | -               | -               | -                 | -                 | C3                             | 3                              | 0                              | 20    | 0     |
| 2014-2015             | AS Saint-Étienne      | Ligue 1               | 18          | 1           | 2               | 0               | -                 | -                 | C3                             | 4                              | 0                              | 24    | 1     |
| 2015-2016             | AS Saint-Étienne      | Ligue 1               | 7           | 0           | 3               | 0               | 1                 | 0                 | C3                             | 4                              | 0                              | 15    | 0     |
| Sous-total            | Sous-total            | Sous-total            | 70          | 1           | 6               | 0               | 3                 | 0                 | -                              | 11                             | 0                              | 90    | 1     |
| 2016-2017             | Chamois niortais      | Ligue 2               | 7           | 0           | -               | -               | -                 | -                 | -                              | -                              | -                              | 7     | 0     |
| 2017-2018             | Chamois niortais      | Ligue 2               | 8           | 0           | -               | -               | -                 | -                 | -                              | -                              | -                              | 8     | 0     |
| Sous-total            | Sous-total            | Sous-total            | 15          | 0           | -               | -               | -                 | -                 | -                              | -                              | -                              | 15    | 0     |
| Total sur la carrière | Total sur la carrière | Total sur la carrière | 326         | 15          | 18              | 0               | 18                | 1                 | -                              | 20                             | 0                              | 382   | 16    |